# Голояд Володимир Григорович
Голояд Володимир Григорович (псевдо: «Чиж»; 1913, Теклівка — 13 грудня 1944, Розжалів) — співробітник головної референтури СБ при Проводі ОУН.

## Життєпис
Володимир Голояд народився в 1913 році в с. Теклівка (Підволочиський р-н, Тернопільська обл.). В сім'ї разом з ним було 5 дітей. Старший брат Павло був страчений польською владою, а брат Мирон загинув в лавах УПА.
Навчався в Тернопільській гімназії.
Відомо, що в 1930-х рр. в домі братів Голоядів була місцева читальня «Просвіти», де кожної неділі збиралась місцева молодь
В 1932 році Володимира разом з іншими гімназистами та членами ОУН через пропагандистську діяльність арештувала польська повітова поліція.
Був у Службі безпеки при Проводі ОУНР.

## Смерть
В грудні 1944 року Голояда із ще одним співробітником «Грицьком» Службою безпеки при Проводі ОУН відряджено в Розжалів (Радехівський р-н, Львівська обл.) для розслідування справи десантованих німцями парашутистів-підпільників в Сокальщині, які підозрювалися у зраді та співпраці з нацистами. Проте, справу так і не вдалося дослідити, оскільки, 13 грудня, війська НКВС оточили село Розжалів та почали облаву. Під час Розжалівської облави НКВДисти оточили центральний бункер СБ ОУН, у якому знаходилися в тому числі Голояд та «Грицько», в даних обставинах всі хто перебував у бункері, щоб не потрапити живими в руки ворога змушені були застрілитися.